# ريان بابل
ريان غونو بابل (بالهولندية: Ryan Guno Babel)، لاعب كرة قدم هولندي ولد في 19 ديسمبر 1986، ويلعب حاليا لنادي أيوب سبور التركي في مركز الجناح.

## مسيرته الكروية

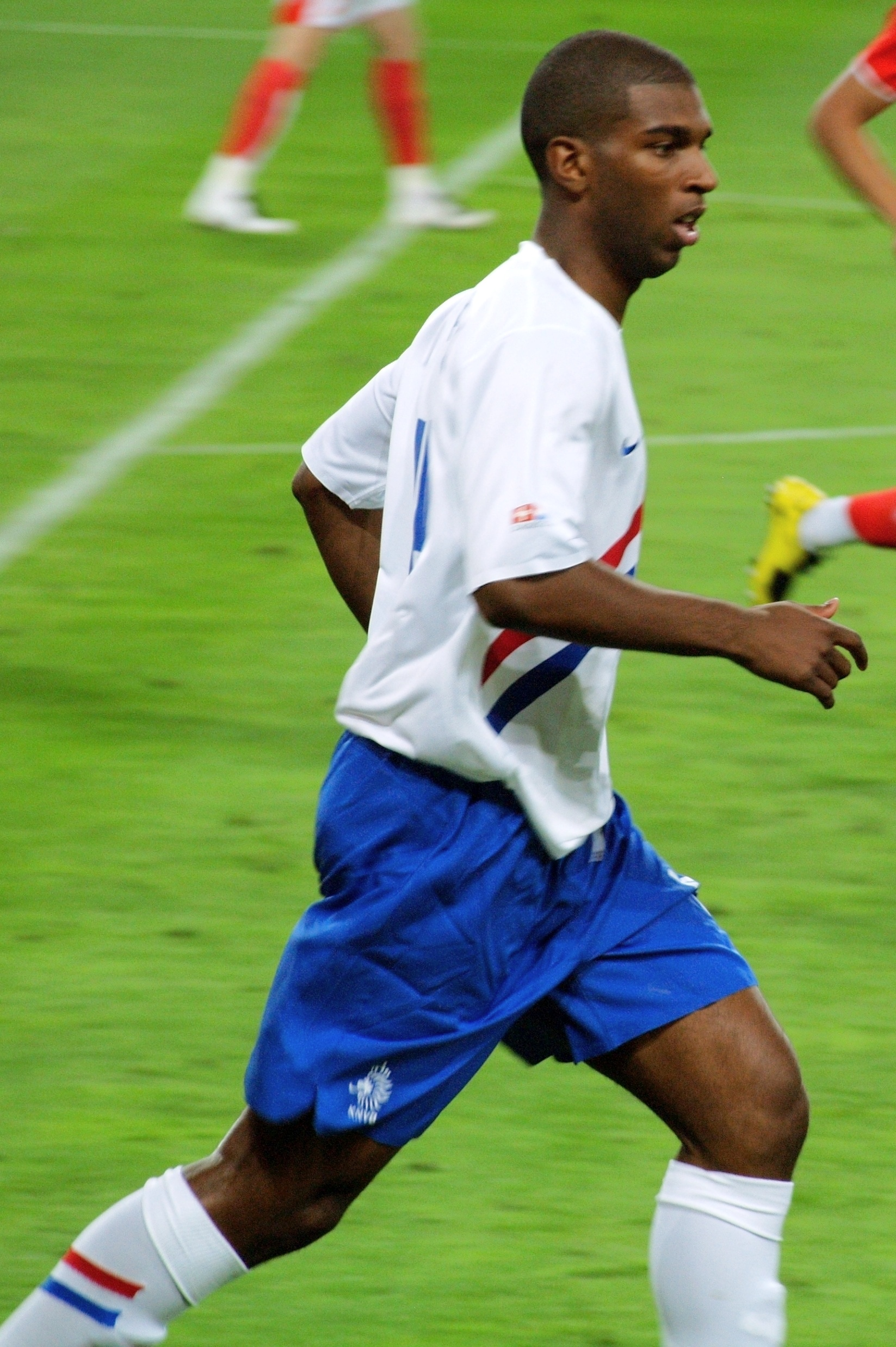
ريان بابل مع منتخب هولندا

لعب ريان بابل خلال مسيرته الاحترافية مع 9 أندية في واحد وعشرون موسمًا وسجل خلالها 86 هدفًا ضمن 400 مباراة. حيث فاز في موسمين بالكأس وفي ثلاثة مواسم بالدوري.
خاض ريان بابل مسيرته مع نادي أياكس أمستردام في موسم 2003–04 في المرة الأولى واستمر معه طيلة ثلاثة مواسم ثم في موسم 2012–13 ولمدة موسمين ثم في موسم 2019–20 لمدة موسم واحد، مشاركًا طوالها في 93 مباراة سجل خلالها 18 هدفًا. ثم انتقل إلى نادي ليفربول في موسم 2007–08 ليلعب معه أربعة مواسم، حيث شارك في 91 مباراة سجل خلالها 12 هدفًا. لينتقل بعدها إلى نادي هوفنهايم في موسم 2010–11 ولمدة موسمين، مشاركًا في 46 مباراة سجل خلالها 5 أهداف. ثم انتقل إلى نادي قاسم باشا في موسم 2013–14 ولمدة موسمين، مشاركًا في 58 مباراة سجل خلالها 14 هدفًا. هذا وانتقل لاحقًا إلى نادي العين في موسم 2015–16 لمدة موسم واحد، مشاركًا في 8 مباريات سجل خلالها هدفًا واحدًا. ثم انتقل بعدها إلى نادي بشكتاش في موسم 2016–17 واستمر معه طيلة ثلاثة مواسم، مشاركًا في 62 مباراة سجل خلالها 22 هدفًا. ليعود وينتقل من جديد، لكن هذه المرة إلى نادي فولهام في موسم 2018–19 لمدة موسم واحد، مشاركًا في 16 مباراة سجل خلالها 5 أهداف.

## روابط خارجية
- ريان بابل على موقع الاتحاد الدولي (مؤرشف)  (الإنجليزية)
- ريان بابل على موقع الاتحاد الأوربي (الإنجليزية)
- ريان بابل على موقع اتحاد تركيا (لاعب) (الإنجليزية)
- ريان بابل على موقع إي إس بي إن إف سي (الإنجليزية)
- ريان بابل على موقع قاعدة بيانات كرة القدم.إي يو (الإنجليزية)
- ريان بابل على موقع بيانات كرة القدم. دي إي (الألمانية)
- ريان بابل على موقع ليكيب (الفرنسية)
- ريان بابل على موقع ناشيونال فوتبول تيمز (الإنجليزية)
- ريان بابل على موقع Soccerbase.com (لاعب) (الإنجليزية)
- ريان بابل على موقع Soccerway.com (الإنجليزية)